# Rafik Djebbour
Rafik Zoheir Djebbour (em árabe, رفيق زهير جبور; Grenoble, 8 de março de 1984) é um futebolista francês naturalizado argelino que joga como atacante. Atualmente, milita no Aris.

## Títulos

### Olympiakos
- Superleague Grega (3): 2010–11, 2011–12, 2012–13
- Copa da Grécia (2): 2011–12, 2012–13

### APOEL
- Cypriot First Division (1): 2014–15
- Cypriot Cup (1): 2014–15